# Franz Elbogen
Franz F. Elbogen (* 1889 in Wien; † 14. Jänner 1943 in Washington, D.C.) war ein österreichischer Industrieller und Chansonnier.

Franz Elbogen (links) mit seinen Kaffeehaus- und Tarockfreunden Egon Dietrichstein und Hugo Sperber, Wien um 1912

## Leben
Franz war der Sohn des Rechtsanwalts Friedrich Elbogen (1854–1909) und ältester Bruder des Schriftstellers Paul Elbogen. Als Soldat im Ersten Weltkrieg wurde er schwer verwundet.
Er war Miteigentümer des von Lothar Elbogen (1900–1941) geführten Talkumbergbau- und Großhandelsfirma Eduard Elbogen in Oberdorf, Sankt Katharein an der Laming. Der Betrieb, der als größter Talkumproduzent und -Händler Österreichs Millionenumsätze erzielte, wurde 1939 de facto entschädigungslos arisiert, Lothar Elbogen 1941 im KZ Šabac erschossen.
Friedrich Torberg schildert Franz Elbogen in Die Tante Jolesch als „Bohemien reinsten Wassers“. Er war bekannt für seine selbst verfassten Couplets, die er begleitet auf der Laute, in Wiener Lokalen darbot. In den 1920/30ern war er Vorstandsmitglied des Vereins Internationale Gesellschaft für Neue Musik.
Paul Elbogen erzählte 1984:

„Mein Bruder war ein stadtbekanntes Original, besaß keinen Hut, war sehr dick, trug täglich einen andern seiner Hunderten von antiquarischen Spazierstöcken und sang köstliche Chansons, die er selbst geschrieben und in Musik gesetzt hatte.“

Franz Elbogen wurde nach dem „Anschluss“ Österreichs unter anderen gemeinsam mit Hugo Sperber ins KZ Dachau deportiert und erst nach Intervention des US-Botschafters in Paris, William C. Bullitt, freigelassen. Der Dirigent Eugene Ormandy, mit dem seine Frau, die Pianistin und Klavierlehrerin Julia Elbogen, geb. Goldner (1890–1981), verschwägert war, ermöglichte ihnen die Einreise in die Vereinigten Staaten. Seine beiden Töchter erreichten das US-Exil bereits 1938. Elbogen starb dort 1943 im Alter von 53 Jahren an Krebs.

## Werke
- Wiener Land! (Herrgotts-Walzer.) Walzerlied. Text und Musik (Gesang, Klavier), Partitur, Schuberthaus-Verlag, Wien 1923.